# Mañón
Mañón ist eine spanische Gemeinde in der Autonomen Gemeinschaft Galicien. Mañón ist auch eine Stadt und eine Parroquia, der Verwaltungssitz der Gemeinde ist O Barqueiro. Die 1.223 Einwohner (Stand: 2024) leben auf einer Fläche von 82,21 km², 113 km von der Provinzhauptstadt A Coruña entfernt. Auf dem Gemeindegebiet befindet sich mit der Estaca de Bares der nördlichste Punkt der Iberischen Halbinsel und damit Spaniens.

## Bevölkerungsentwicklung der Gemeinde
Quelle: INE-Archiv – grafische Aufarbeitung für Wikipedia

## Gemeindegliederung
Die Gemeinde Malpica de Mañón ist in fünf Parroquias gegliedert:
| Parroquias         | Patrozinium  | Einwohner 2024 | Fläche km² | Dichte Einw./km² | Höhe msnm | Ortskennzahl |
| ------------------ | ------------ | -------------- | ---------- | ---------------- | --------- | ------------ |
| Bares              | Santa María  | 132            | 7,67       | 17               | 85        | 15044010000  |
| As Grañas do Sor   | San Mamede   | 136            | 32,29      | 4                | 479       | 15044020000  |
| Mañón              | Santa María  | 184            | 24,06      | 8                | 406       | 15044030000  |
| Mogor              | Santa María  | 673            | 10,05      | 67               | 35        | 15044040000  |
| As Ribeiras do Sor | San Cristovo | 119            | 7,92       | 15               | 156       | 15044050000  |

## Wirtschaft
| Ackerbau, Viehzucht und Fischerei                                                  | 051 | 014,01 |
| Industrie                                                                          | 042 | 011,54 |
| Bauwirtschaft                                                                      | 029 | 07,97  |
| Dienstleistungsbetriebe                                                            | 242 | 066,48 |
| Total                                                                              | 364 | 100,00 |
| * Daten aus dem Statistischen Amt für Wirtschaftliche Entwicklung in Galicien, IGE |     |        |

## Sehenswürdigkeiten
- Pfarrkirchen der Parroquias bieten einen Einblick in die religiöse Architektur der Region
- Der Leuchtturm Faro de Estaca de Bares